# خولیو سالیناس
خولیو سالیناس (به اسپانیایی: Julio Salinas) بازیکن فوتبال اهل اسپانیا است که از سال ۱۹۸۶ تا ۱۹۹۶ میلادی عضو تیم ملی فوتبال اسپانیا بوده و در ۵۶ بازی ملی حضور داشته‌است. او در بازی‌های ملی‌اش ۲۲ گل به ثمر رساند.